# 赫冀成
赫 冀成（カク・キセイ、1943年6月 - ）は、中国の金属工学者。元東北大学学長兼党委員会書記。元中国金属学会副会長。

## 人物・経歴
東北工学院卒業後、国家教育委員会から派遣されて名古屋大学に留学して工学修士の学位を取得したのち、1985年に中国共産党へ入党。1986年名古屋大学大学院工学研究科修了、工学博士。東北大学の学長や党委員会書記、中国金属学会の副会長を務め、2005年に第1号となる名古屋大学フェローの称号記が平野眞一名古屋大学総長より授与された。2008年に全国人民代表大会全国委員会の委員を務めた。

## 脚註
1. ↑  “全国人大代表信息-赫冀成”. 全国人大网.  オリジナルの2012年6月11日時点におけるアーカイブ。 2013年4月5日閲覧。
2. ↑  鉄鋼製錬プロセスにおける異相間移動現象の反応工学的研究 赫, 冀成 カク, キセイ
3. ↑  No.148名古屋大学